# 夏河东渡
夏河东渡（1983年5月20日—），Youtuber，曾用网名J.Law、夏河，最初在MSN space撰写文章，2005年在校内网成为小众网络红人。2008年，夏河在网上公开和洛洛的同性恋情引起了广泛关注，他成了中国大陆第一个出柜的网络红人。2010年，中央电视台科教频道在报道同性恋相关话题时，引用了他的照片。
2008年在北京创立摄影工作室，并在2014年开设淘宝店，经营日本和韩国化妆品。2021年，夏河东渡被中国大陆互联网封杀，2022年移居日本，在YouTube发布了视频《我为何被内地全网禁言》讲述了自己五百多万粉丝的微博账号遭到禁言的经历。频道内容以针砭中国大陆时弊、哲学、玄学与个人生活为主。